# 映像
《映像》（英語：The Image），是1975年的美国成人电影，于1976年重新发行编辑版本。这部电影因为另外两个名称“安妮的惩罚”和“女主人和奴隶”而知名，该电影由雷德·梅茨格（Radley Metzger）执导。这部电影改编于1956年由凯瑟琳·罗伯 - 格里莱撰写，以“Jean de Berg”化名出版的悲剧小说“L'Image”。

## 简介
步入中年的作家简遇到了一位老朋友克莱尔（一个步入中年的同性恋），并很快进入她的虐恋世界，他们折磨克莱尔的年轻奴隶安妮（同时也是克莱尔的女朋友）。

## 构成
电影分为10章，用黑色背景的白色字隔开：
1. 在……的晚上
2. 在小事花园的玫瑰
3. 太多的水和它的后果
4. 错误的开始
5. 照片
6. 一个赎罪的牺牲
7. 试衣间
8. 在浴室里
9. 哥特室
10. 一切都自己解决

## 演员
- 卡尔·帕克扮演简
- 玛丽莲·罗伯茨扮演克莱尔
- 丽贝卡·布鲁克扮演安妮
- 瓦莱丽·马龙扮演一个女售货员

## 评价
该电影获得褒贬不一的评价。

## 蓝光发售
2011年，Synapse Films重新发行该电影的蓝光和DVD版本，通过扫描原始的35mm底片并改成高清晰度。除了可视化重新制作之外，还重新制作音频，并将DTS-HD Master Audio 5.1添加到蓝光。Synapse还重新制作新的封面。